# Chlebowice Wielkie (gmina)
Chlebowice Wielkie – dawna gmina wiejska w powiecie bóbreckim województwa lwowskiego II Rzeczypospolitej (1934–1939), a także jednostka podziału administracyjnego Generalnego Gubernatorstwa w latach 1941–1944, wchodząca w skład dystryktu galicyjskiego. Siedzibą gminy były Chlebowice Wielkie.
Gminę utworzono 1 sierpnia 1934 r. w ramach reformy na podstawie ustawy scaleniowej z dotychczasowych gmin wiejskich: Chlebowice Wielkie, Hucisko, Łopuszna, Olchowiec, Suchodół, Wołoszczyzna.
W skład gminy wchodziło 6 gromad:
- Chlebowice Wielkie – obejmowała miejscowości Chlebowice Wielkie, Czarne, Dolisze, Horisze, Kutec, Storonka, Szkalandryna, Wierzbowiec, Zadwór
- Hucisko – obejmowała miejscowości Hucisko, Kopanica, Korakowiec, Krzywa Debra, Zagóra
- Łopuszyna – obejmowała miejscowości Łopuszyna, Koryna, Łopuszyna Nowa, Mielniki, Niwy, Osowa, Płoskie, Płoskie Kolonia, Tarasów Nowy, Wyrwody, Za Stawkiem
- Olchowiec – obejmowała miejscowości Olchowiec, Na Granicy, Na Hrydi, Szeroka Niwa
- Suchodół – obejmowała miejscowości Suchodół, Huta Suchodolska, Łopuszna Nowa, Parcelacja, Naoricze, Poliny, Wetła, Wozownica
- Wołoszczyzna – obejmowała miejscowości Wołoszczyzna, Bóbrka, Chlebowice, Szeroka[5]

W latach 1939–1941 zniesiona, będąc okupowana przez ZSRR, gdzie nie funkcjonowały gminy zbiorowe (vide rejon bóbrecki).
W 1941 roku reaktywowana na skutek wojny niemiecko-radzieckiej, po zajęciu obszaru przez władze hitlerowskie. Do gminy włączono wtedy gromady Budków i Podmanasterz, należące przed wojną do gminy Stare Sioło. Gmina weszła w skład powiatu lwowskiego (Kreishauptmannschaft Lemberg), należącego do dystryktu Galicja w Generalnym Gubernatorstwie. Ludność gminy w 1943 roku wynosiła 8210.
| Miejscowości / gromady                                                   | Rejon w ZSRR (1939–1941) | Gmina (II RP)      | Powiat (II RP) |
| ------------------------------------------------------------------------ | ------------------------ | ------------------ | -------------- |
| Chlebowice Wielkie, Hucisko, Łopuszna, Olchowiec, Suchodół, Wołoszczyzna | bóbrecki                 | Chlebowice Wielkie | bóbrecki       |
| Budków i Podmanasterz                                                    | bóbrecki                 | Stare Sioło        | bóbrecki       |

Po II wojnie światowej obszar gminy został włączony do Ukraińskiej SRR.